# Мізунський Юрій Іванович
Ю́рій Іва́нович Мізу́нський (нар. 18 березня 1988 — пом. 17 червня 2014, Щастя, Луганська область) — солдат 3 батальйону окремої тактичної групи 80-ї окремої аеромобільної бригади (місто Чернівці).

## Життєпис
Народився 1988 року у місті Чернівці. 2003-го закінчив 9 класів чернівецької ЗОШ № 38; по тому — Чернівецький політехнічний технікум. Навчався в Чернівецькому національному університеті ім. Юрія Федьковича за спеціальністю «радіотехніка». До участі в АТО Юрій Мізунський працював на приватному підприємстві, де зварював арматурні сітки для будівництва.
Мобілізований у квітні 2014 року; з травня перебував в зоні боїв. Гранатометник 87-го окремого аеромобільного батальйоу 80-ї окремої бригади.
17 червня 2014-го загинув у бою з терористами в районі селища Металіст на околицях Луганська. Терористи атакували із засідки колону військових. Тоді ж полягли старший лейтенант Владислав Файфура, сержант Віктор Мігован, молодший сержант Ігор Крисоватий, старший солдат Віктор Піцул, солдат Максим Доник, солдат Ілля Валявський, солдат Ілля Леонтій та молодший сержант Володимир Якобчук.
22 червня 2014 року похований в Чернівцях на Садгірському кладовищі.
Без Юрія лишились батьки та сестра.

## Нагороди та відзнаки
- Орден «За мужність» III ступеня (2014, посмертно)[3]
- Почесна відзнака Чернівецької міської ради Медаль «На славу Чернівців» (2015, посмертно)[4]
- почесна відзнака «Командира 80 ОДШБр» (посмертно)
- в чернівецькій ЗОШ № 38 Юрію Мізунському встановлено меморіальну дошку
- 4 червня 2015 року 64-та сесія Чернівецької міської ради ухвалила рішення про перейменування вулиці 26 Бакинських комісарів на вулицю Мізунського Юрія.